# 埃米尔·马楚
埃米尔·马楚（Emil Mazuw，1900年9月21日—1987年12月11日）是納粹德國官員，曾在1940-45年间担任波美拉尼亚省省长。马楚于1933年加入党卫队，1942年成为警察将军，1944年晋升为親衛隊上級集團領袖兼武装党卫队将军，还在1933-45年间担任过波罗的海党卫队和警察领袖。他曾在二战期间對他人實施安乐死。战后，他又因曾虐待政治犯和犹太人而被定罪。他最终被判处16年监禁。